# 石井隆士
石井 隆士（いしい たかし、1954年8月27日 - ）は、スポーツ科学者。日本体育大学教授。元陸上競技選手。

## 経歴
神奈川県秦野市出身。
神奈川県立秦野高等学校から日本体育大学へ進学。専門は中・長距離種目。
1500mの元日本記録保持者。この記録は当時のアジア記録と日本記録。（3分38秒24）
日本選手権の800mでは5連覇。1500mでは4度の優勝。
1976年-2022年までの46年間1500mの日本人学生記録保持していた。
また、大学4年時には日本選手権で800m、1500mで優勝、同年の全日本インカレでは800m、1500m（4連覇）、4×400mリレーのトラック種目で三冠を達成。年が明けた第53回箱根駅伝では、1区に出走し、スタート直後の読売新聞社曲り角から抜け出し独走体勢に入ると、2位に1分22秒の差をつけ、そのまま区間新記録（当時）で中継所へ襷を繋いだ。日体大はその後の9区間で他のチームに一度も前を走らせる事なく、往路優勝、復路優勝、総合1位と完全優勝を成し遂げた。